# David Sauerland
David Sauerland (Münster, 1997. június 28. –) német utánpótlás-válogatott labdarúgó, jelenleg a Borussia Dortmund II játékosa.

## Statisztika
2016. július 21. szerint.
| Klub                 | Szezon   | Bajnokság | Bajnokság | Kupa  | Kupa | Nemzetközi | Nemzetközi | Összesen | Összesen |
| Klub                 | Szezon   | Mérk.     | Gól       | Mérk. | Gól  | Mérk.      | Gól        | Mérk.    | Gól      |
| -------------------- | -------- | --------- | --------- | ----- | ---- | ---------- | ---------- | -------- | -------- |
| Borussia Dortmund II | 2014–15  | 0         | 0         | 0     | 0    | 0          | 0          | 0        | 0        |
| Borussia Dortmund II | 2015–16  | 5         | 0         | 0     | 0    | 0          | 0          | 5        | 0        |
| Borussia Dortmund II | 2016–17  | 0         | 0         | 0     | 0    | 0          | 0          | 0        | 0        |
| Borussia Dortmund II | Összesen | 5         | 0         | 0     | 0    | 0          | 0          | 5        | 0        |
| Összesen             | Összesen | 5         | 0         | 0     | 0    | 0          | 0          | 5        | 0        |